# La Dame dans l'auto avec des lunettes et un fusil
La Dame dans l'auto avec des lunettes et un fusil è un film del 2015 diretto da Joann Sfar, liberamente tratto dal romanzo omonimo di Sébastien Japrisot, già trasposto nel 1970 col titolo di La signora dell'auto con gli occhiali e un fucile da Anatole Litvak.

## Trama
Dany, fiammeggiante ragazza rossa senza autostima, è una dattilografa in un'agenzia pubblicitaria. Il suo direttore le affida un giorno un lavoro per il giorno dopo quando lui si dovrà recare in Svizzera. Per risparmiare tempo, lei si offre di scriverlo a casa. Al mattino presto, il regista chiede a Dany di portarlo, assieme alla sua famiglia, all'aeroporto e poi portare l'auto, una splendida Ford Thunderbird, a casa sua, ma Dany decide, per capriccio, di andare a vedere il mare e si mette in viaggio verso la Costa Azzurra, non rendendosi conto di aver appena messo piede in un ingranaggio infernale...

## Produzione
Joann Sfar girò il film in Belgio nell'estate del 2014, dove si riconoscono il cantiere navale ed il viadotto di Beez, su richiesta delle sconeggiatore e produttore Patrick Godeau. Dichiarò inoltre che il film sarebbe stato fedele al romanzo nonostante questo venisse considerato non adattabile per un soggetto cinematografico con un'atmosfera "alla David Lynch".
Il regista, tuttavia, subì alcuni contrattempi durante le riprese del film. Estimatore del romanzo, voleva realizzare un film "appiccicoso, quasi soprannaturale" ma si rese presto conto che la produzione non gli avrebbe permesso di toccare la sceneggiatura già scritta. Anche il budget venne ridotto e il regista dovette fare del suo meglio per finire il film in questa delicata atmosfera.
L'uscita del film, inizialmente prevista per l'aprile 2015, venne posticipata al mese di agosto.